# Pocillopora aliciae
Espèce
Statut CITES
Pocillopora aliciae est une espèce de coraux de la famille des Pocilloporidae.

## Publication originale
- Schmidt-Roach, Miller & Andreakis, 2013 : Pocillopora aliciae: a new species of scleractinian coral (Scleractinia, Pocilloporidae) from subtropical Eastern Australia. Zootaxa, vol. 3626, pp. 576–582 (introduction) (en).